# Nesteri
Nesteri (deutsch Nester) ist ein Dorf in der Bezirksgemeinde Malnava im Bezirk Ludza in Lettland.  

## Lage
Nesteri liegt an der lettischen Autobahn A13, die Teil der Europastraße 262 ist. 6 Kilometer weiter nördlich befindet sich bei Grebņova die Grenze zu Russland. Südlich von Nesteri ist die Bezirksgemeindenstadt Malnava, daneben gelegen die Stadt Kārsava. Die Bezirkshauptstadt Ludza ist rund 36 Kilometer entfernt.

## Geschichte
Im Jahr 1902 wurde in Nesteri eine Schule eröffnet, die bis in die 1970er Jahre geöffnet war. 1970 hatte der Ort 98 Einwohner. Die Bibliothek Nesteru existiert bis heute im Ort.